# IC 1575A
IC 1575A је галаксија у сазвјежђу Кит која се налази на листи објеката дубоког неба у Индекс каталогу.
Деклинација објекта је - 4° 7' 0" а ректасцензија 0h 43m 33,1s. Привидна величина (магнитуда) објекта IC 1575 износи 13,7 а фотографска магнитуда 14,5. IC 1575A је још познат и под ознакама MCG -1-3-2, VV 642, ARP 231, PGC 2602.